# Jean La Rose
Ne doit pas être confondu avec Jean Larose.
Jean la Rose est une amérindienne du Guyana, membre de l'association Amerindian Peoples Association (APA), et récipiendaire du prix Goldman pour l'environnement en 2002 pour sa lutte contre l'exploitation des sols et forêts du Guyana au détriment des populations locales.

## Biographie
Sa lutte se concentre sur la région de l'Essequibo, et en particulier sur les peuplades Akawaio et Arekuna. Les revendications principales de l'association sont de refuser que l'état attribue sans concertation avec les habitants des concessions minières dans cette zone.
Jean la Rose est une Arawaks, née à Santa Maria. Elle habite aujourd'hui à Georgetown (Guyana).